# 914 (szám)
A 914 (római számmal: CMXIV) egy természetes szám, félprím, a 2 és a 457 szorzata.

## A szám a matematikában
A tízes számrendszerbeli 914-es a kettes számrendszerben 1110010010, a nyolcas számrendszerben 1622, a tizenhatos számrendszerben 392 alakban írható fel.
A 914 páros szám, összetett szám, azon belül félprím, kanonikus alakban a 21 · 4571 szorzattal, normálalakban a 9,14 · 102 szorzattal írható fel. Négy osztója van a természetes számok halmazán, ezek növekvő sorrendben: 1, 2, 457 és 914.
A 914 négyzete 835 396, köbe 763 551 944, négyzetgyöke 30,23243, köbgyöke 9,70470, reciproka 0,0010941. A 914 egység sugarú kör kerülete 5742,83137 egység, területe 2 624 473,936 területegység; a 914 egység sugarú gömb térfogata 3 198 358 903,9 térfogategység.